# Federación europea de ciclistas

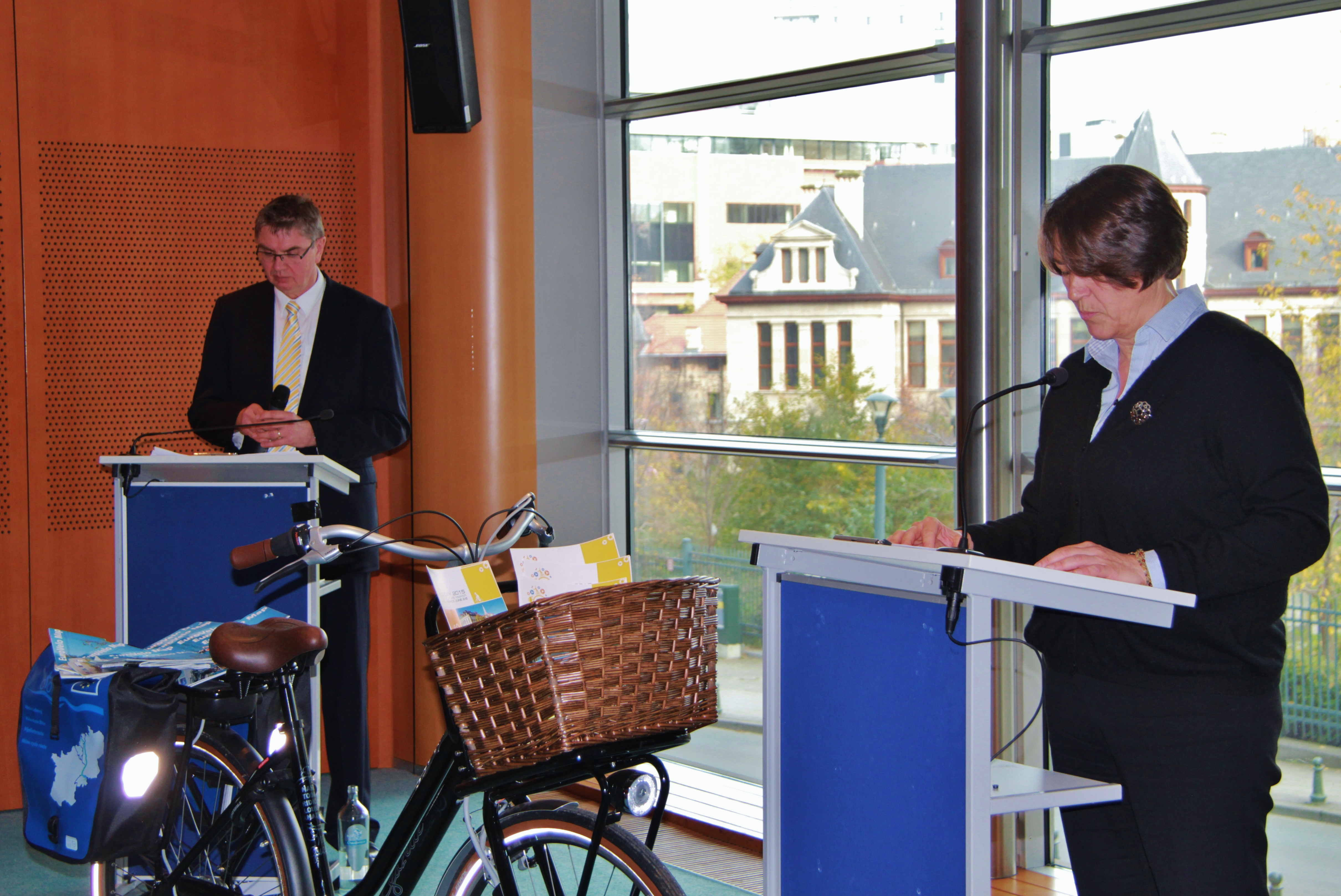

La Federación europea de ciclistas (denominada en inglés European Cyclists' Federation, abreviadamente, ECF) es una federación paraguas para las organizaciones ciclistas nacionales (organizaciones que promueven la bicicleta para la movilidad urbana) en toda Europa.
ECF se fundó en 1983 por 12 asociaciones de usuarios de bicicleta. Actualmente tiene 60 organizaciones miembros que representan a más de un millón de ciudadanos europeos de 37 países.

## Miembros
- España: ConBici.
- Países Bajos: Fietsersbond

### Miembros asociados
La Federación tiene también miembros fuera de Europa, como sucede con los EE. UU.:
- Thunderhead Alliance  Archivado el 9 de septiembre de 2018 en Wayback Machine. (EUA)
- One Street  (EUA)